# Vladimir Kirillovič Romanov
Il Granduca Vladimir Kirillovič Romanov (in russo Влад́имир Кир́иллович Ром́анов?; Porvoo, 30 agosto 1917 – Miami, 21 aprile 1992) è stato pretendente al trono imperiale russo e capo della famiglia Romanov dal 1938 fino alla sua morte.

## Biografia

### Infanzia
Nacque come principe Vladimir Kirillovič di Russia a Porvoo, nel Granducato di Finlandia, unico figlio maschio del granduca Kirill Vladimirovič Romanov e della granduchessa Viktoria Feodorovna (nata principessa Vittoria Melita di Sassonia-Coburgo-Gotha): i suoi nonni paterni erano il granduca Vladimir Aleksandrovič Romanov e la granduchessa Maria Pavlovna (nata Maria di Meclemburgo-Schwerin), quelli materni Alfredo di Sassonia-Coburgo-Gotha e la granduchessa  Marija Aleksandrovna Romanova.
La famiglia di Vladimir fuggì in Finlandia dopo la Rivoluzione russa del 1917 e da qui, nel 1920, si trasferì a Coburgo, in Germania. L'8 agosto 1922 il padre di Vladimir si proclamò Protettore del Trono e due anni dopo, il 31 agosto 1924, assunse il titolo di Imperatore ed Autocrate di tutte le Russie: in seguito all'assunzione paterna del titolo imperiale Vladimir fu proclamato zarevic e granduca con il trattamento di Altezza Imperiale. Nel 1930 la famiglia lasciò la Germania per Saint-Briac, Francia, dove il padre installò la propria corte. Negli anni trenta Vladimir visse per un periodo in Inghilterra studiando all'Università di Londra e lavorando nell'azienda agricola industriale Blackstone in Lincolnshire.

### Erede nella Seconda Guerra Mondiale
Il 12 ottobre 1938, morto suo padre, Vladimir assunse la guida della Famiglia Imperiale: nel 1938 ci furono voci sulla possibilità di una sua reggenza in Ucraina, ma egli respinse l'idea dicendo che non avrebbe contribuito a dissolvere la Russia. Durante la Seconda Guerra Mondiale Vladimir visse a Saint-Briac-sur-Mer in Bretagna, da cui nel 1942 con il suo entourage venne portato in un campo di concentramento a Compiègne per essersi rifiutato di pubblicare un manifesto che invitava i rifugiati politici russi a sostenere la Germania nazista nella guerra contro l'Unione Sovietica. Nel 1944 l'esercito tedesco spostò lui e la sua famiglia verso l'interno del paese per il timore di un'invasione dal mare: i tedeschi stavano portandoli a Parigi quando giunse un ordine per portarli a Wittel, ma anche questa risultò non sicura e quindi vennero trasferiti in Germania.
Vladimir visse in un castello che apparteneva al marito di sua sorella maggiore Maria Kirillovna ad Amorbach, in Baviera, fino al 1945. Dopo la sconfitta tedesca, temendo che continuando a vivere in Germania i sovietici l'avrebbero catturato, fuggì in Austria e giunse al confine con il Liechtenstein, ma né questi né la Svizzera gli concessero un visto per uscire dal paese, cosicché tornò in Austria, vivendo nella zona di occupazione americana. Sua zia materna l'Infanta Beatrice di Borbone-Orléans gli fece ottenere un visto spagnolo, permettendogli di trasferirsi in Spagna, a San Lucar.

### Dopoguerra e matrimonio
Dopo la guerra passò gran parte della sua vita a Madrid, tornando comunque con frequenza nella proprietà in Bretagna e a Parigi. A Losanna, il 12 agosto 1948 (civile) e il 13 agosto 1948 nella Chiesa Ortodossa di San Gerasimo, sposò la principessa Leonida Bagration-Mukhrani: la legge di Famiglia dei Romanov sancisce che solo i figli di un matrimonio tra pari -cioè fra un Romanov ed una principessa di sangue reale, non solo nobile- possono essere inclusi nella linea di successione imperiale, mentre i frutti di un matrimonio morganatico ne sono esclusi. Benché la dinastia cui apparteneva Leonida, i Bagration, aveva regnato sulla Georgia fin dal Medioevo, il ramo collaterale cui apparteneva la donna non era più stato sul trono dal 1505 ed era stato considerato semplice nobiltà russa fin da allora.
Si sviluppò così una certa polemica se il matrimonio avvenuto fosse o meno morganatico e quindi se le pretese al trono imperiale potessero passare alla figlia Marija o andare ad un altro ramo della famiglia dopo la morte di Vladimir: naturalmente questi e la figlia sostennero che le nozze erano tra uguali. I capi degli altri rami della famiglia imperiale, i principi Vsevolod Ivanovič (Konstantinovič), Roman Petrovič (Nikolaevič) e Andrej Aleksandrovič (Mihailovič) gli scrissero dicendogli che ritenevano quel proclama illegale e che egli si era sposato morganaticamente e che quindi sua moglie non era di lignaggio maggiore di alcuna delle altre mogli dei Principi Romanov.
Infatti il 23 dicembre 1969 Vladimir divulgò un decreto, molto discusso, con cui stabiliva che in caso di sua morte dopo tutti gli altri membri indiscutibilmente legittimi dei Romanov, veniva considerata come unico altro membro sicuramente dinastico la figlia Marija Vladimirovna Romanova (in quanto figlia di matrimonio non morganatico), e ciò ne avrebbe fatto la futura "Protettore del Trono Imperiale". Ciò parve un tentativo di Vladimir per fare in modo che la successione rimanesse nel suo ramo della famiglia. Vladimir poté tornare in Russia nel novembre 1991, caduto il comunismo, quando venne invitato a visitare San Pietroburgo dal sindaco Anatolij Sobčak.

### Morte e disputa sulla successione
Il granduca Vladimir morì di un apparente attacco di cuore mentre parlava ad una riunione dei banchieri ed investitori di lingua spagnola a Miami, in Florida il 21 aprile 1992. Il suo corpo venne portato in Russia e sepolto con tutti gli onori di un membro della famiglia imperiale (per la prima volta dalla Rivoluzione d'ottobre) nella Fortezza dei santi Pietro e Paolo a San Pietroburgo. Tuttavia la stampa fu attenta a dichiarare che gli onori funebri furono "considerati dalle autorità civili russe un obbligo verso la famiglia di Romanov piuttosto che un punto in favore del ripristino della monarchia." Secondo un portavoce di governo, fu un segno di "pulizia della nostra coscienza". Poiché non era un nipote di un imperatore il titolo assegnatogli dal padre di granduca di Russia creò problemi su cosa scrivere sulla lapide.
Dopo la sua morte, la figlia Marija assunse la guida della famiglia imperiale di Russia secondo l'interpretazione paterna della Legge di Famiglia dei Romanov. Ciò venne contestato da Nicola Romanovič Romanov, principe di Russia, che pretese per sé la guida della famiglia imperiale alla morte del granduca Vladimir. Egli sostiene infatti di essere il più prossimo e legittimo congiunto maschio di Vladimir poiché sostiene che mentre i granduchi di Russia devono sposare donne di sangue reale perché il matrimonio sia tra pari, ai principi della Russia basta sposare donne di condizione nobile perché i loro figli siano considerati frutto di nozze dinastiche: in questo è sostenuto ed appoggiato dalla Associazione della Famiglia Romanov, fondata dai capi degli altri rami della famiglia imperiale, i Konstantinovič, i Nikolaevič e i Michailovič.
Secondo il noto studioso Guy Stair Sainty "la posizione della granduchessa Marija Vladimirovna come capo della Casa Imperiale è riconosciuta dalla maggior parte delle organizzazioni russe monarchiche serie e dalla maggior parte di quei capi di case reali che continuano a mantenere rapporti con la Casa Imperiale"
Vladimir era anche duca titolare di Holstein-Gottorp, titolo di ogni zar dal 1773: poiché quel ducato non accetterebbe discendenza in linea femminile, Marija ne sarebbe esclusa, a favore del cugino principe Dimitri Romanovsky-Ilyinsky (cittadino americano che preferirebbe usare il nome di Paul Ilyinski). Il granduca Vladimir sembra comunque essere stato l'ultimo ad avere usato tale titolo.

## Titoli e trattamento
- 17 agosto 1917 – 30 agosto 1924: Sua Altezza, il principe Vladimir Kirillovič  di Russia
- 30 agosto 1924 – 12 ottobre 1938: Sua Altezza Imperiale, lo zarevic Vladimir Kirillovič  di Russia
- 12 ottobre 1938 – 21 aprile 1992: Sua Altezza Imperiale, il granduca Valdimir Kirillovič  di Russia

Inoltre era "Protettore dell'Unione dei Discendenti dei Commendatori Ereditari e Cavalieri del Gran Priorato Russo dell'Ordine di San Giovanni di Gerusalemme".

## Ascendenza
|                                           |                                   |                                               | Genitori                               |  |  | Nonni |  |  | Bisnonni                |  |  | Trisnonni          |  |
|                                           |                                   |                                               |                                        |  |  |       |  |  | Alessandro II di Russia |  |  | Nicola I di Russia |  |
|                                           |                                   |                                               |                                        |  |  |       |  |  | Alessandro II di Russia |  |  | Nicola I di Russia |  |
|                                           |                                   | Carlotta di Prussia                           |                                        |  |  |       |  |  | Alessandro II di Russia |  |  |                    |  |
| Vladimir Aleksandrovič Romanov            |                                   |                                               |                                        |  |  |       |  |  | Alessandro II di Russia |  |  |                    |  |
|                                           |                                   | Maria d'Assia-Darmstadt                       | Luigi II d'Assia                       |  |  |       |  |  |                         |  |  |                    |  |
|                                           |                                   | Maria d'Assia-Darmstadt                       | Luigi II d'Assia                       |  |  |       |  |  |                         |  |  |                    |  |
|                                           |                                   | Maria d'Assia-Darmstadt                       | Guglielmina di Baden                   |  |  |       |  |  |                         |  |  |                    |  |
| Kirill Vladimirovič Romanov               |                                   | Maria d'Assia-Darmstadt                       |                                        |  |  |       |  |  |                         |  |  |                    |  |
|                                           |                                   | Federico Francesco II di Meclemburgo-Schwerin | Paolo Federico di Meclemburgo-Schwerin |  |  |       |  |  |                         |  |  |                    |  |
|                                           |                                   | Federico Francesco II di Meclemburgo-Schwerin | Paolo Federico di Meclemburgo-Schwerin |  |  |       |  |  |                         |  |  |                    |  |
|                                           |                                   | Federico Francesco II di Meclemburgo-Schwerin | Alessandrina di Prussia                |  |  |       |  |  |                         |  |  |                    |  |
| Maria di Meclemburgo-Schwerin             |                                   | Federico Francesco II di Meclemburgo-Schwerin |                                        |  |  |       |  |  |                         |  |  |                    |  |
|                                           |                                   | Augusta di Reuss-Köstritz                     | Enrico LXIII di Reuss-Köstritz         |  |  |       |  |  |                         |  |  |                    |  |
|                                           |                                   | Augusta di Reuss-Köstritz                     | Enrico LXIII di Reuss-Köstritz         |  |  |       |  |  |                         |  |  |                    |  |
|                                           |                                   | Augusta di Reuss-Köstritz                     | Eleonora di Stolberg-Wernigerode       |  |  |       |  |  |                         |  |  |                    |  |
| Vladimir Kirillovič Romanov               |                                   | Augusta di Reuss-Köstritz                     |                                        |  |  |       |  |  |                         |  |  |                    |  |
|                                           | Alberto di Sassonia-Coburgo-Gotha | Ernesto I di Sassonia-Coburgo-Gotha           |                                        |  |  |       |  |  |                         |  |  |                    |  |
|                                           | Alberto di Sassonia-Coburgo-Gotha | Ernesto I di Sassonia-Coburgo-Gotha           |                                        |  |  |       |  |  |                         |  |  |                    |  |
|                                           | Alberto di Sassonia-Coburgo-Gotha | Luisa di Sassonia-Gotha-Altenburg             |                                        |  |  |       |  |  |                         |  |  |                    |  |
| Alfredo di Sassonia-Coburgo-Gotha         | Alberto di Sassonia-Coburgo-Gotha |                                               |                                        |  |  |       |  |  |                         |  |  |                    |  |
|                                           |                                   | Vittoria del Regno Unito                      | Edoardo Augusto di Hannover            |  |  |       |  |  |                         |  |  |                    |  |
|                                           |                                   | Vittoria del Regno Unito                      | Edoardo Augusto di Hannover            |  |  |       |  |  |                         |  |  |                    |  |
|                                           |                                   | Vittoria del Regno Unito                      | Vittoria di Sassonia-Coburgo-Saalfeld  |  |  |       |  |  |                         |  |  |                    |  |
| Vittoria Melita di Sassonia-Coburgo-Gotha |                                   | Vittoria del Regno Unito                      |                                        |  |  |       |  |  |                         |  |  |                    |  |
|                                           |                                   | Alessandro II di Russia                       | Nicola I di Russia                     |  |  |       |  |  |                         |  |  |                    |  |
|                                           |                                   | Alessandro II di Russia                       | Nicola I di Russia                     |  |  |       |  |  |                         |  |  |                    |  |
|                                           |                                   | Alessandro II di Russia                       | Carlotta di Prussia                    |  |  |       |  |  |                         |  |  |                    |  |
| Marija Aleksandrovna Romanova             |                                   | Alessandro II di Russia                       |                                        |  |  |       |  |  |                         |  |  |                    |  |
|                                           |                                   | Maria d'Assia-Darmstadt                       | Luigi II d'Assia                       |  |  |       |  |  |                         |  |  |                    |  |
|                                           |                                   | Maria d'Assia-Darmstadt                       | Luigi II d'Assia                       |  |  |       |  |  |                         |  |  |                    |  |
|                                           |                                   | Maria d'Assia-Darmstadt                       | Guglielmina di Baden                   |  |  |       |  |  |                         |  |  |                    |  |
|                                           |                                   | Maria d'Assia-Darmstadt                       |                                        |  |  |       |  |  |                         |  |  |                    |  |